# Давид Аријанит
Давид Аријанит (грчки: Δαυίδ Ἀρ[ε]ιανίτης) је био византијски војсковођа, дукс Солуна и први катепан теме Бугарске.

## Биографија
Давид Аријанит се у изворима први пут помиње око 1000. године. Скилица пише да је Нићифор Уран због тешке ситуације на истоку премештен у Антиохију, а на чело Солуна цар Василије поставља Аријанита. На том месту се задржао до око 1014. године када га је наследио Теофилакт Вотанијат. Цар Василије послао је 1016. године Аријанита у област Струмице. Аријанит је освојио тврђаву Термицу. Годину дана касније налази се, заједно са Константином Диогеном, на челу византијске војске која је продрла у Пелагонијску равницу. Византинци су продрли све до Касторије. Након погибије Јована Владислава у опсади Драча 1018. године и предаје његове жене Марије, цар се из Скопља упутио у Штип, а као стратега автократора Скопља поставио је Аријанита. Аријанит је тако постао први катепан теме Бугарске. На том месту наследио га је Константин Диоген.